# Momas
Momas são enchidos típicos da região de Murça. Possuem cerca de 30 cm de comprimento. São cheios em tripa de porco. A massa é constituída por colada (o conjunto formado pela língua, goela, pulmões ou bofe e coração de porco), pela coifa (a gordura que envolve os intestinos, as carnes ensanguentadas e gordas do sangradoiro e fígado. Leva também cebola picada em abundância, salsa, sangue de porco, cravinho, pimenta, sal e vinho branco. Depois de cheias, as momas são escaldadas em água a ferver.